# Донато, Бальдасаре
Бальдассаре Донато, или Донати (итал. Baldassare Donato (Donati); 1525—1530 годы — июнь 1603 года) — итальянский композитор позднего Возрождения, представитель Венецианской школы, кантор. Был капельмейстером главного храма Венеции Собора святого Марка. В конце XVI века был одной из ключевых фигур в развитии итальянской светской музыки, особенно вилланеллы.

## Биография
О раннем периоде жизни Бальдассаре Донато не сохранилось достоверных сведений, не известно даже место его рождения. Первое упоминание его имени находится в книгах Базилики св. Марка 1550 года, где он был кантором, а позже, в 1562 году — инструктором пения детского хора. Когда в 1565 году Джозеффо Царлино принял от Чиприани где Роре должность капельмейстера, Донато был разжалован до простого певчего. Вероятно, конфликт между ними был обусловлен разногласиями в капелле св. Марка и достиг кульминации в публичной ссоре в 1569 году во время проведения торжеств праздника евангелиста Марка, вызвав скандал среди народа.
В 1577 году Донато занял высокую должность в школе другого важного храма Венеции, Церкви св. Рокко, со значительной музыкальной традицией и очень солидной музыкальной капеллой. Однако в 1580 году он оставил это место. В 1588 году, когда Царлино был ещё жив, стал помощником капельмейстера собора Св. Марка (причины примирения неизвестны) и в 1590 году заменил своего бывшего соперника на должности капельмейстера Базилики св. Марка (одной из самых влиятельных музыкальных должностей Италии).

## Музыка и влияние
Донато является представителем новаторской течения в составе Венецианской школы, которая сама представляла прогрессивное течение по сравнению с другими музыкальными школами и, в частности, с Римской. Кроме Донато, к этому течению принадлежат Джованни Кроче, Андреа и Джованни Габриеле; в консервативной — Джозеффо Царлино, Чиприани де Роре и Клаудио Меруло, которые придерживались установок франко-фламандской школы, доминировавшей в европейском музыке до второй половины века.
Духовная музыка Донато является наиболее консервативной частью его творчества, она связана с использованием полифонии в стиле Палестрины, но с добавлением полихоральних эффектов обоих Габриели. Несмотря на свою очевидное пренебрежение к консерватизму Царлино, он вобрал часть его стиля и установок, как это можно заметить по использованию им контрапункта и диссонансов, по крайней мере, когда он (намеренно) писал в стиле франко-фламандской школы.
Видимо, его наибольший вклад в историю музыки заключается в развитии вилланеллы и лёгкой формы мадригала в светской музыке. Некоторые из этих произведений были написаны для танца в народном стиле. Они были похожи на французские шансоны, имели мелодии, легко запоминались, базировались на перекрёстных ритмах, а не на полифонии и хроматизме, присущих мадригалам середины века. Донато писал также мадригалы более традиционные, а кроме того — псалмы, мотеты и церемониальную музыку.